# Rém
Rém (horvátul: Rim) község Bács-Kiskun vármegye Jánoshalmai járásában.

## Fekvése
Bajától mintegy 22 kilométerre keletre helyezkedik el.
A szomszédos települések: észak felől Érsekhalma, kelet felől Borota, délkelet felől Felsőszentiván, dél felől Csávoly, nyugat felől Sükösd, északnyugat felől pedig Nemesnádudvar.

### Megközelítése
A község közúton Kiskunhalas és Baja térsége felől is az 5412-es úton közelíthető meg, bár a lakott területeit az az út elkerüli: központján csak az 54 117-es számú mellékút vezet keresztül. Az ország távolabbi részei felől a legegyszerűbben az 55-ös főút felől érhető el, csávolyi letéréssel, vagy az 53-as főút felől, Kiskunhalas déli részénél letérve, Jánoshalmán keresztül.
Vasútvonal nem érinti.

## Története
A korabeli feljegyzésekben már az 1400-as évek elején szerepel Rym néven a település mint puszta.
A török megszállásig a környék egyik legnagyobb falva volt, ahol az itt lakó jobbágyság állattenyésztéssel és gabonatermesztéssel foglalkozott. Az 1590–91-es adódefter Rémen 13 házat tartott nyilván. Ez idő tájt Baja is csak 22 házból állott.
Az 1828-as összeírás idején községeknek 169 lakosa volt, a település fejlődése ez időben igen gyors volt, így 1872-ben önálló községi rangot kapott. Ebben az időben Borota és Dzsida puszta is a településhez tartozott, így 21 000 hold határa volt Rémnek.
1876-ban épült az iskola, 1900-ban pedig templomot épített a település, mindkettőt a Kalocsai Érseki Hivatal támogatásával.
1905-ben Borota önálló lett, így 14 000 hold terület Borotához került, azóta a község területe 7000 hold, mintegy 4000 hektár.
Az 1920-as évek végéig a termelőszövetkezeti gazdálkodás volt a jellemző. Jelenleg 2 számottevő termelési értéket előállító Kft. foglalkozik tápgyártással, baromfikeltetéssel és tenyésztéssel.
Az utóbbi időben az egyéni gazdaságokban is jelentős az állattenyésztés és a növénytermesztés.
Ma a község 546 házában 1437 lakos él.

## Közélete

### Polgármesterei
- 1990–1994: Valter József (MDF)[4]
- 1994–1998: Vető Zoltán (független)[5]
- 1998–2002: Vető Zoltán (független)[6]
- 2002–2006: Vető Zoltán (független)[7]
- 2006–2010: Szente János (független)[8]
- 2010–2014: Vető Zoltán (független)[9]
- 2014–2019: Papp Imréné (független)[10]
- 2019–2024: Papp Imréné (független)[11]
- 2024– : Papp Imréné (független)[1]

## Népesség
A település népességének változása:
| Lakosok száma | 1306 | 1287 | 1233 | 1184 | 1145 | 1149 | 1155 |
|               | 2013 | 2014 | 2018 | 2021 | 2022 | 2023 | 2024 |

A 2011-es népszámlálás során a lakosok 93,4%-a magyarnak, 0,2% bolgárnak, 1,2% cigánynak, 0,2% horvátnak, 1,3% németnek, 0,5% románnak mondta magát (6,4% nem nyilatkozott; a kettős identitások miatt a végösszeg nagyobb lehet 100%-nál). A vallási megoszlás a következő volt: római katolikus 68,6%, református 3,9%, evangélikus 0,3%, görögkatolikus 0,1%, felekezeten kívüli 14,7% (11,8% nem nyilatkozott).
2022-ben a lakosság 90%-a vallotta magát magyarnak, 1,4% cigánynak, 1,2% németnek, 0,3% bolgárnak, 0,2% lengyelnek, 0,1% horvátnak, 0,1% románnak, 0,3% egyéb, nem hazai nemzetiségűnek (9,7% nem nyilatkozott; a kettős identitások miatt a végösszeg nagyobb lehet 100%-nál). Vallásuk szerint 45,9% volt római katolikus, 3% református, 0,3% evangélikus, 1,3% egyéb keresztény, 1,4% egyéb katolikus, 15% felekezeten kívüli (33% nem válaszolt).

## Nevezetességei
A községtől körülbelül 6 km-re északnyugara van az Alföld legmagasabb pontja, az Ólom-hegy. (174 m)

## Ismert emberek
- Itt született 1952-ben Vancsura Miklós mérnök–közgazdász, a Szent András Állami Reumatológiai és Rehabilitációs Kórház (Hévíz) főigazgatója

- Brúszel László (sz. 1951) jogász, ügyvéd, országgyűlési képviselő 1994-1998 között.